# Садубек
Садубе́к (каз. Сәдубек) — упразднённое село в Атбасарском районе Акмолинской области Казахстана. Входило в состав Тельманского сельского округа. Код КАТО — 113863400. 

## География
Село располагалось на берегу реки Ишим, в восточной части района, на расстоянии примерно 28 километров (по прямой) к восток от административного центра района — города Атбасар, в 12 километрах к северо-востоку от административного центра сельского округа — села Тельмана.
Абсолютная высота — 281 метров над уровнем моря.
Ближайшие населённые пункты: село Поповка — на юго-западе, село Бастау — на востоке.

## История
Постановлением акимата Акмолинской области от 19 сентября 2016 года № А-11/451 и решением Акмолинского областного маслихата от 19 сентября 2016 года № 6С-5-4 «Об изменениях в административно-территориальном устройстве Атбасарского района Акмолинской области» (зарегистрированное Департаментом юстиции Акмолинской области 20 октября 2016 года № 5578):
- село Садубек было отнесено в категорию иных поселений и исключёно из учётных данных;
- поселение упразднённого населённого пункта — вошло в состав села Поповка.

## Население
В 1989 году население села составляло 175 человек (из них казахи — основное население).
В 1999 году население села составляло 150 человек (72 мужчины и 78 женщин). По данным переписи 2009 года, в селе проживало 55 человек (26 мужчин и 29 женщин).
| Численность населения | Численность населения | Численность населения |
| 1989                  | 1999                  | 2009                  |
| --------------------- | --------------------- | --------------------- |
| 175                   | ↘150                  | ↘55                   |